# Кельменецкий сахарный завод
Кельменецкий сахарный завод — предприятие пищевой промышленности в селе Нелиповцы Черновицкой области Украины, прекратившее своё существование.

## История
Строительство завода на осушенном болоте на окраине районного центра Кельменцы, недалеко от села Нелиповцы и рядом с железнодорожной станцией Ларга началось в 1953 году в соответствии с пятым пятилетним планом развития народного хозяйства СССР. В 1959 году завод и заводская ТЭЦ были введены в эксплуатацию. 13 января 1959 года завод произвел первую партию сахара-песка.
В это время в Нелиповцах находилась центральная усадьба колхоза «Прогресс» (для обеспечения потребностей завода в следующие годы увеличившего посевы свеклы). Для обеспечения подвоза к заводу сырья, выращенного другими свеклосовхозами области, рядом с заводом была построена крупная автобаза (в дальнейшем — АТП-17738).
Для вывоза готовой продукции от станции Ларга к заводу была проложена железнодорожная ветка длиной 10 км.
Вместе с заводом был построен рабочий посёлок для работников предприятия с двух- и трехэтажными жилыми домами, асфальтированными улицами, водопроводом, заводским Дворцом культуры, кинотеатром, торговыми и коммунально-бытовыми предприятиями, позднее здесь были построены двухэтажный детский сад, школа, аптека, оборудовано уличное освещение.
Продукция завода поставлялась во все республики СССР, а также экспортировалась в Индию, Финляндию и на Кубу.
В конце 1980х годов общая численность рабочих завода составляла 1100 человек.
В советское время завод входил в число крупнейших предприятий райцентра и района, а также являлся новейшим предприятием сахарной промышленности на территории области (единственным, который имел возможность работать круглый год).
После провозглашения независимости Украины положение завода осложнилось — часть железнодорожной линии от станции Ларга до завода оказалась на территории Молдавии. Кроме того, после ликвидации в 1990е годы колхозов посевы свеклы в области существенно сократились и возникли проблемы с обеспечением завода сырьём (которое отныне приходилось подвозить автомобильным транспортом).
В октябре 1995 года Кабинет министров Украины утвердил решение о приватизации АТП-17738 и сахарного завода, в дальнейшем государственное предприятие было преобразовано в открытое акционерное общество. До 5 марта 1999 года завод находился в ведении Фонда государственного имущества Украины.
16 апреля 1999 года по иску акционерного коммерческого банка «Україна» суд Черновицкой области возбудил дело № 6/189-121/б о банкротстве завода. В 2000 году завод остановил выпуск сахара. В дальнейшем, предприятие не функционировало, хотя «в документах» официально существовало до 2004 года. В общей сложности, за все время деятельности завод переработал 7,5 млн тонн сахарной свеклы и произвёл больше 800 тыс. тонн сахара.
Банкротство Кельменецкого сахарного завода осложнило положение целого ряда предприятий и организаций Кельменецкого и соседних с ним районов Черновицкой области (после банкротства завода остались непогашенные долги перед поставщиками свеклы).
В дальнейшем, завод был разобран на металлолом.